# Carnegie Hall Tower
De Carnegie Hall Tower is een wolkenkrabber in New York. De bouw van de kantoortoren, die staat aan 152 West 57th Street in Manhattan, begon in 1988 en werd in 1991 voltooid.

## Ontwerp
De Carnegie Hall Tower is 230,74 meter hoog en telt naast 60 bovengrondse verdiepingen, ook één ondergrondse etage. Met een hoofdschacht van slechts 15 meter breed is het gebouw smal ten opzichte van zijn hoogte. De toren heeft echter ook twee brede zijdes, die grenzen aan de Russian Tea Room, de Carnegie Hall en de  Metropolitan Tower. Het gebouw heeft een oppervlakte van ongeveer 49.000 vierkante meter en bevat 10 persoonsliften en 2 goederenliften.
De Carnegie Hall Tower is bekleed met lichtbruine bakstenen, die de gevel van de Carnegie Hall complementeren. De lateien en andere accenten zijn gemaakt van voorgegoten beton, die met hun lichtbruine kleur verwijzen naar de terracotta ornamentatie van de concertzaal. Om de zes verdiepingen vindt men brede geschilderde banden. De top is bekleed met donkergroengeglazuurde bakstenen, waarboven de metalen kroonlijst zich bevindt. De lobby en openbare ruimtes zijn bekleed met marmer en graniet, met hardhouten en koperen accenten.